# Wilhelmsdorf (Baviera)
Wilhelmsdorf è un comune tedesco di 1 539 abitanti, situato nel land della Baviera.